# Glyn Philpot
Pour les articles homonymes, voir Philpot.
Glyn Warren Philpot, né le 5 octobre 1884 à Clapham (Londres) et mort le 16 décembre 1937 à Londres, est un peintre et sculpteur anglais, surtout connu pour ses portraits à l'huile.

## Biographie
Il naît à Clapham, quartier petit-bourgeois de Londres, mais la famille déménage rapidement dans le Kent à Herne. Il étudie à la Lambeth School of Art (connue depuis 1937 comme la City and Guilds of London Art School) en 1900, puis à l'académie Julian de Paris (notamment auprès de Jean-Paul Laurens). Il se convertit au catholicisme à Paris.
Sa première exposition a lieu à la Royal Academy en 1904; il y est élu en 1923. Il est membre de l'International Society of Sculptors, Painters and Gravers à partir de 1913 et reçoit cette même année une médaille d'or du Carnegie Institute de Pittsburgh.
Philpot se spécialise rapidement dans les portraits, ce qui lui assure des honoraires confortables. Un portrait pouvait être facturé entre 600 et 3 000 livres sterling et il pouvait en faire une douzaine par an. Cela lui permet de voyager en France, en Italie aux États-Unis (où il fait un voyage en 1921) ou en Afrique du Nord, où il a le loisir de trouver des sujets à sa guise dans un style parfois symboliste. Il a peint entre autres les portraits de Siegfried Sassoon, d'Oswald Mosley, de Stanley Baldwin, du roi Fouad Ier d'Égypte et d'Oswald Birley. Il peint des sujets à thème religieux au début de sa carrière, puis de nouveau à partir du milieu des années 1920 (l'Ange de l'Annonciation, 1925). Une exposition personnelle est organisée en 1930 à la biennale de Venise. Il passe plusieurs mois à Paris ensuite et expose à Berlin en 1931, où il se rend avec Karl Heinz Müller. Toutefois des toiles sont refusées par la Royal Academy of Arts, comme Guardian of the Flame ou The Great Pan (1930, qu'il détruit ensuite); ce qui lui vaut par la suite, moins de succès et une situation financière moins facile.
Philpot fait la connaissance en août 1915 de Vivian Forbes alors qu'ils suivaient leurs classes militaires aux Royal Fusiliers à Aldershot. Ils parviennent ensuite au grade d'officier et sont démobilisés en 1917 ; Forbes débute ensuite une carrière de peintre, conseillé par Philpot, et leur relation devient intime. Les deux peintres partagent un appartement et un atelier à Londres à Lansdowne House (Lansdowne Road) entre 1923 et 1935, même s'ils voyagent souvent séparément, Forbes devenant de plus en plus irritable. Philpot meurt d'une attaque cardiaque le 18 décembre 1937 et ses funérailles ont lieu le 22 décembre 1937 à la cathédrale de Westminster. Son ami Forbes se suicide par surdose de somnifères le lendemain.
Glyn Philpot est enterré dans une tombe de granite rose au cimetière de l'église Saint-Pierre de Petersham (Grand Londres). Il était membre de l'International Society of Sculptors, Painters and Gravers.

## Illustrations

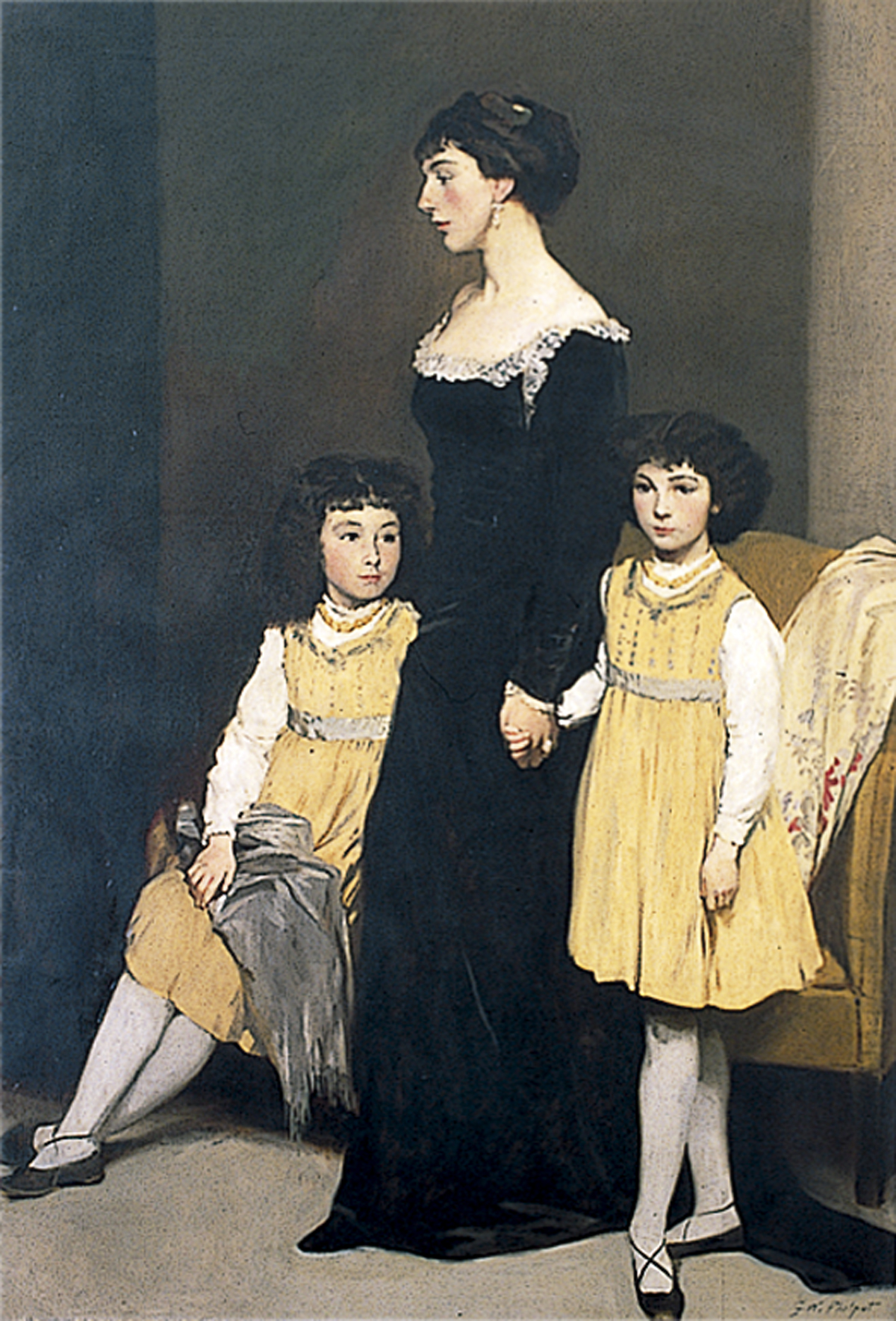
Mrs Basil Fothergill et ses deux filles (1911), musée de Brighton.
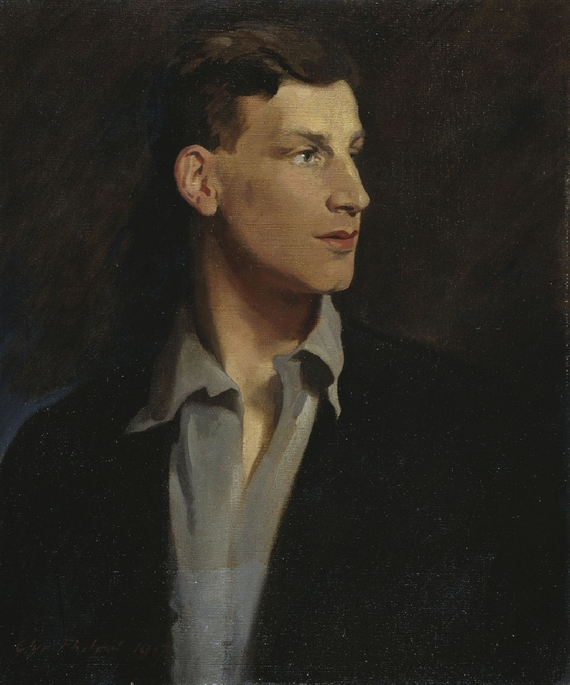
Portrait de Siegfried Sassoon (1917), Fitzwilliam Museum.
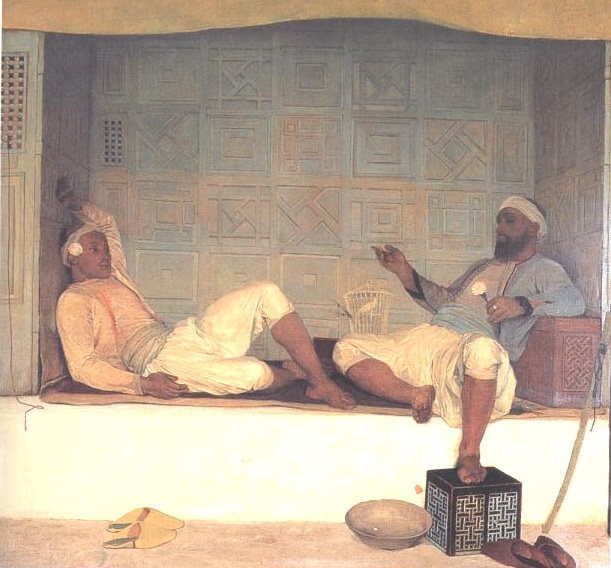
Après-midi tunisien (1922).
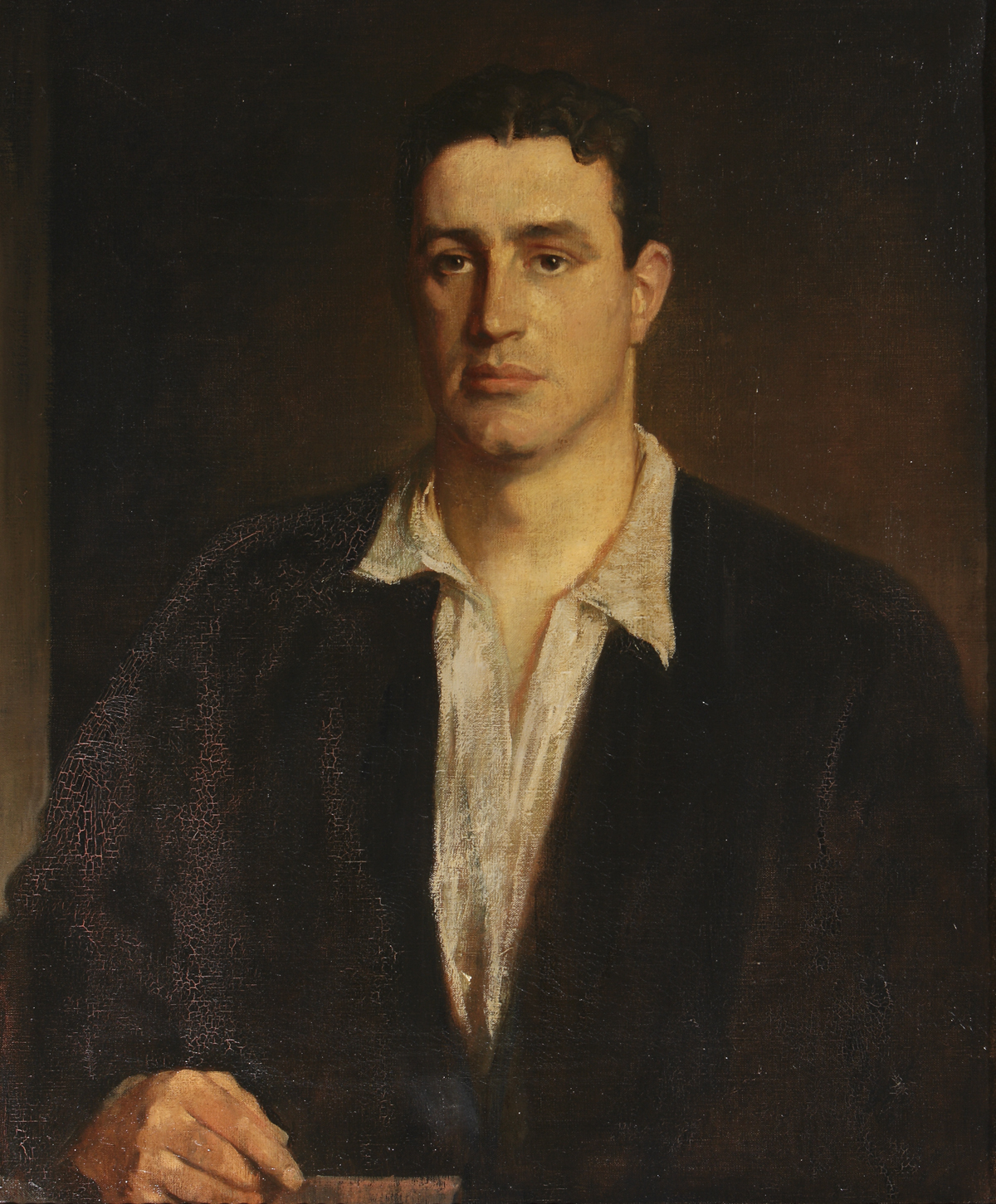
Portrait d'Edward Charles Benthall (1925), Benthall Hall.
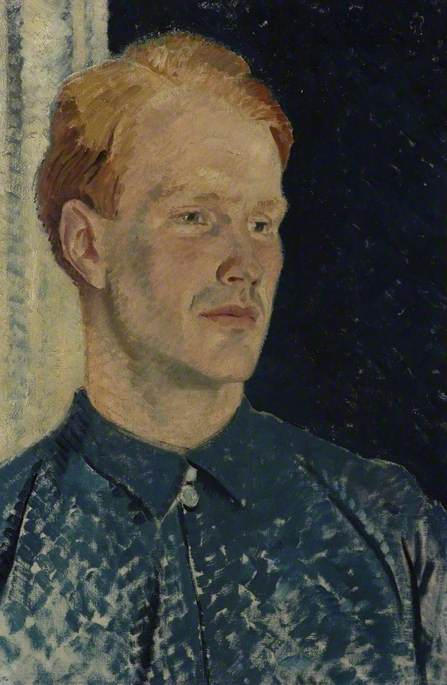
Portrait de Frank Coombs (vers 1930), Victoria Art Gallery.
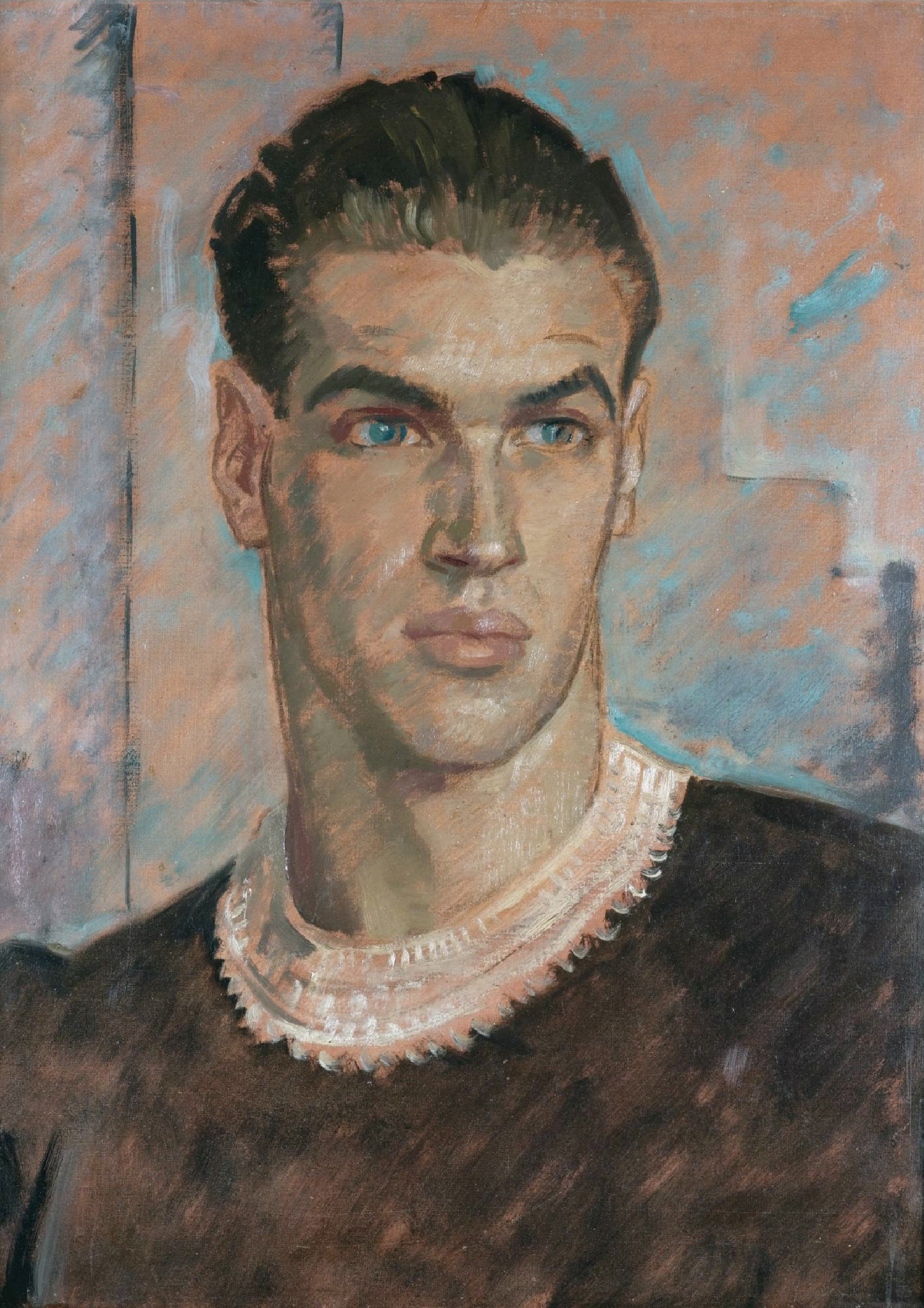
Portrait d'André Eglevsky (1937), coll. part.
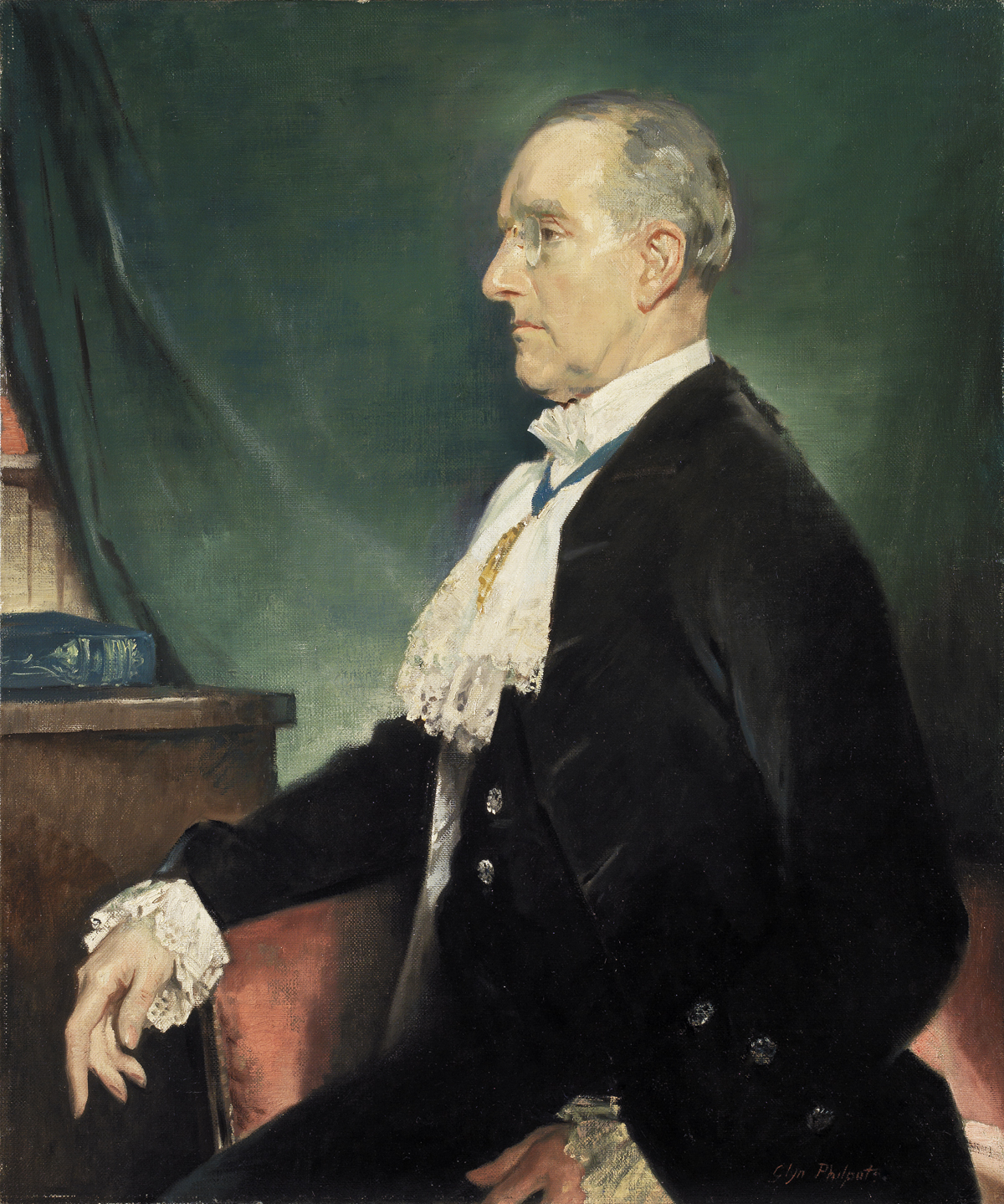
Portrait de Sir Banister Fletcher (1931)

## Expositions
- Tate Gallery (1938),
- The Ashmolean Museum,

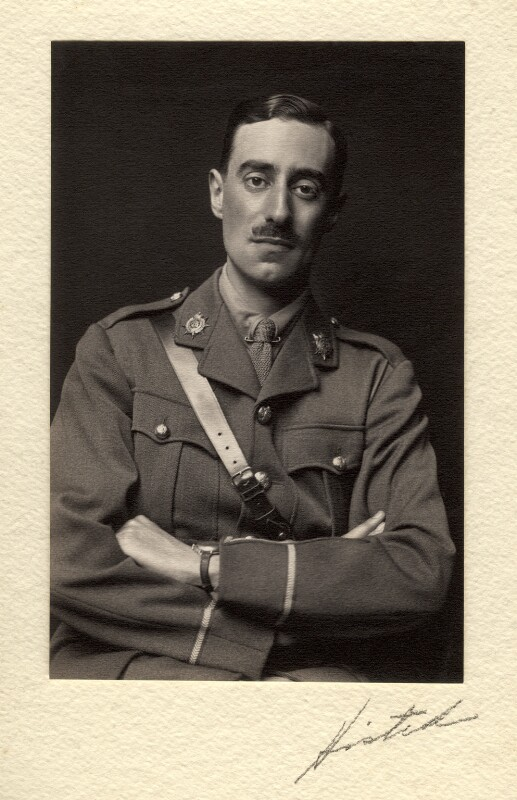
Philpot en 1916.

- The National Portrait Gallery (dont il était membre cofondateur depuis 1911),
- The Pallant House Gallery de Chichester.
- Brighton Museum (1953)

### Bibliographie

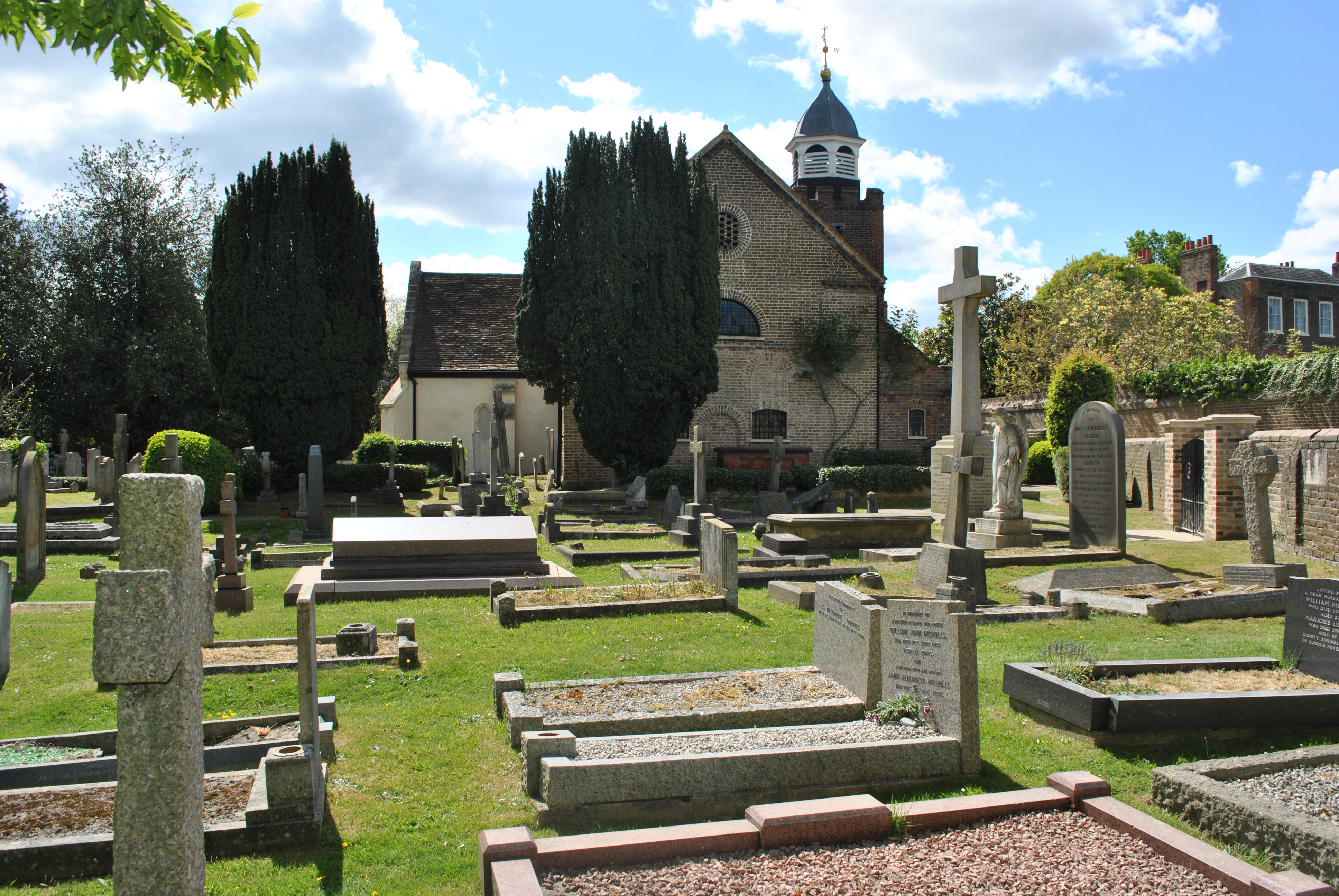
Cimetière de Petersham.